# M/Y Fiorella

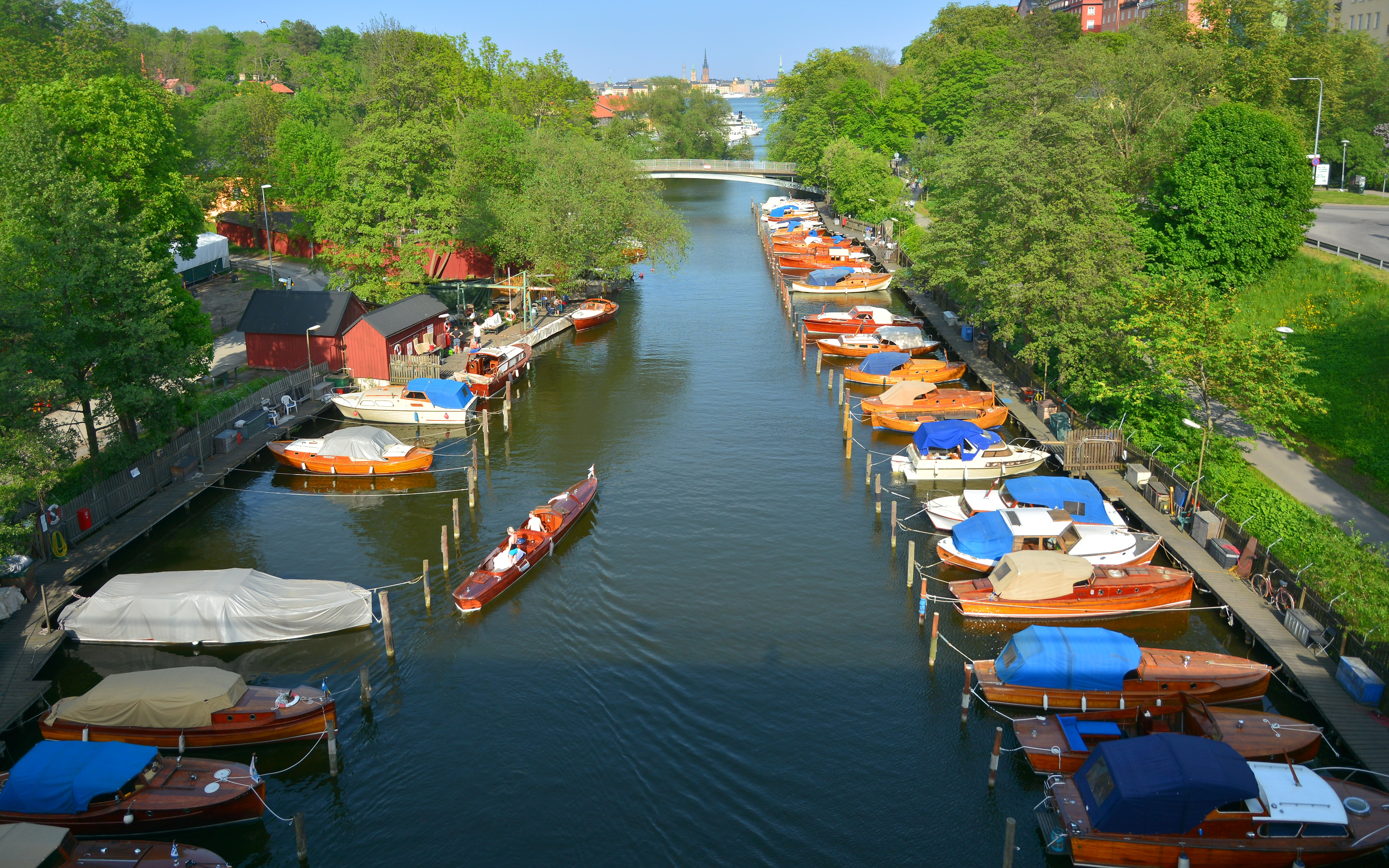
M/Y Fiorella vid Heleneborgs båtklubb i Pålsundet i Stockholm, 2014.

M/Y Fiorella är en svensk halvracer/daycruiser från 1912, som ritades av Carl Gustaf Pettersson och tillverkades av Bröderna Larssons varv och mekaniska verkstad i Kristinehamn. Hon räknas som en racerbåt, trots att hon i motsats till modernare racerbåtar är helt rundbottnad.
Båten beställdes av grosshandlaren Helmer Langborg på Birger Jarlsgatan 8 i Stockholm, och köptes av bankiren Yngve Lindström, som döpte henne till Drive. 
M/Y Fiorella är k-märkt, med motiveringen att hon "är ett av mycket få exemplar av den tidiga, snabbgående motorbåten. Dess historia såväl som det unika, helt ursprungliga skicket gör båten i högsta grad skyddsvärd."

## Bildgalleri
| M/Y Fiorella i 100-årsjubilerande Heleneborgs båtklubbs monter på båtmässan Allt för sjön 2019. På den ena bilden flankeras hon av petterssonsbåtarna M/Y Seagull till vänster och M/Y Parbleu till höger. |  | M/Y Fiorella i 100-årsjubilerande Heleneborgs båtklubbs monter på båtmässan Allt för sjön 2019. På den ena bilden flankeras hon av petterssonsbåtarna M/Y Seagull till vänster och M/Y Parbleu till höger. |
| M/Y Fiorella i 100-årsjubilerande Heleneborgs båtklubbs monter på båtmässan Allt för sjön 2019. På den ena bilden flankeras hon av petterssonsbåtarna M/Y Seagull till vänster och M/Y Parbleu till höger. |  | |